# Hopfenbergtunnel
Der Hopfenbergtunnel ist ein 728 m langer Eisenbahntunnel der Schnellfahrstrecke Hannover–Würzburg. Das Nordportal liegt am Streckenkilometer 63,429, das Südportal bei 64,190.
Die Strecke durchquert im Tunnel den Hopfenberg und trägt daher seinen Namen.

## Verlauf
Die Trasse verläuft im Tunnel gerade, die Gradiente fällt im Tunnel auf der gesamten Länge um 12,4 Promille nach Süden ab. Die maximale Überdeckung beträgt 50 m.
In seinem Verlauf quert die Röhre Schichten des Muschelkalks, im Wesentlichen Schichten des Mittleren Muschelkalks.
Dem Nordportal ist ein bis zu 21 m tiefer Einschnitt vorgelagert. Es liegt auf rund 150 m ü. NN Höhe. Vor dem Übergang zur südlich liegenden Auetalbrücke schließt sich ein Damm an.

## Geschichte

### Planung
Die Röhre lag in der Planung größtenteils im Planfeststellungsabschnitt 2.12 der Neubaustrecke. Ein kurzer Abschnitt mit dem Südportal (Baukilometer 64,000 und südlich) gehörte zum Abschnitt 2.13.
Der Tunnel war dem Baulos 282 zugeordnet.
1984 und Mitte 1986 lag die geplante Tunnellänge noch bei 717 m.

### Bau
Die Vortriebsarbeiten begannen im April 1986. Der Tunnel wurde von Süd nach Nord in steigender Richtung in bergmännischer Bauweise vorgetrieben. Er durchfährt verschiedene Schichten des oberen, mittleren und unteren Muschelkalks.
Im Oktober 1986 wurden beim Vortrieb bis zu 50 m lange und 5 m hohe Karsthöhlen entdeckt und mit Beton verfüllt. Bei der Durchfahrung von Schichten des Mittleren Muschelkalks kam es zu Firstsetzungen von bis zu 20 cm, die eine Umstellung auf Schnellen Ringschluss erforderlich machten.
Zusammen mit den benachbarten Tunneln Helleberg und Wadenberg fielen 365.000 m³ Tunnelausbruch an, in den Voreinschnitten wurden 515.000 m³ Erdmassen entfernt. Insgesamt 85.000 m³ Beton und 2.900 t Stahl wurden verbaut. Die Bausumme für die drei Röhren lag bei 90 Millionen D-Mark (etwa 45 Mio. Euro).
Die Vortriebsarbeiten endeten ein Jahr nach Vortriebsbeginn.